# Velký trek

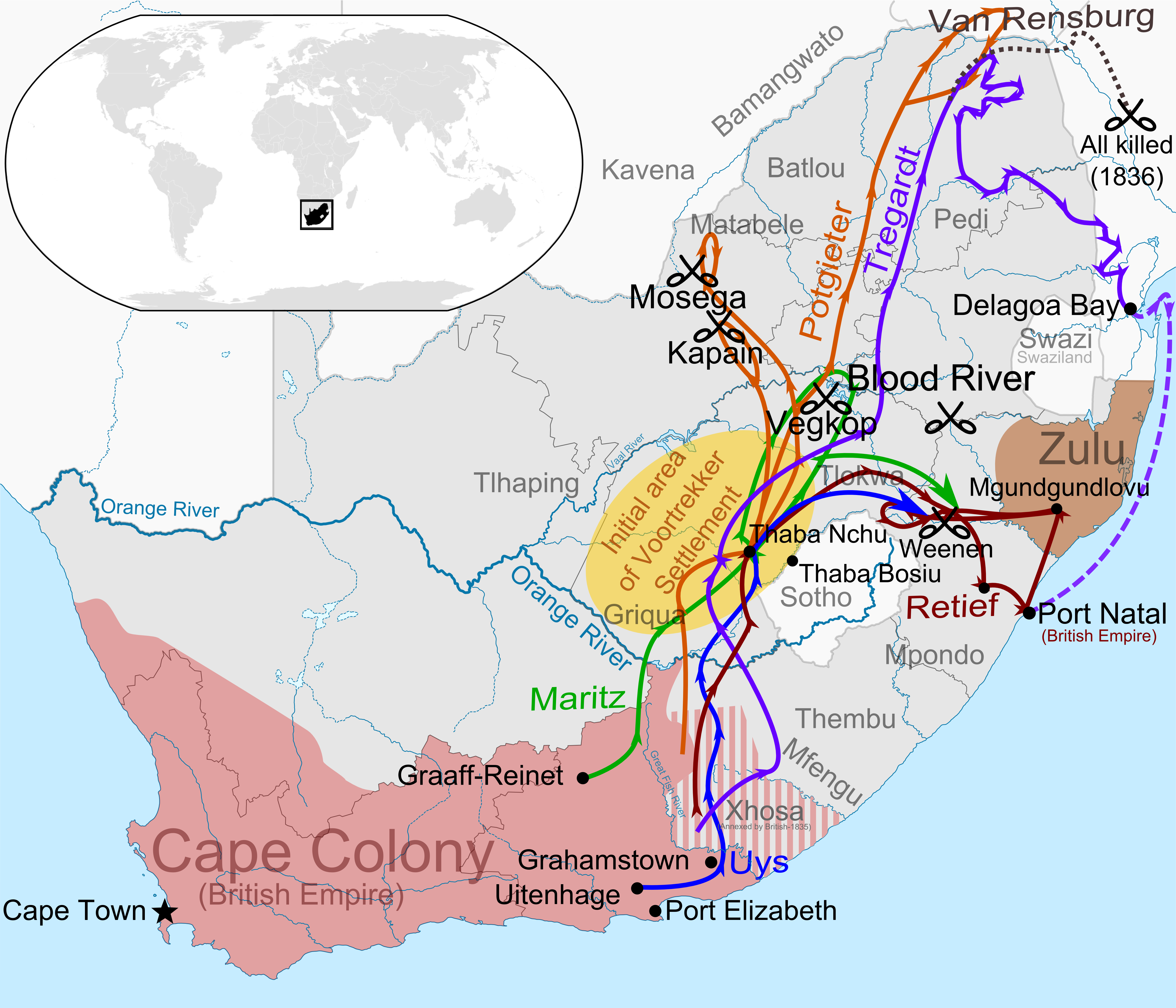
Mapa s trasy největších trekových skupin během první vlny Velkého treku (1835-1840) spolu s klíčovými bitvami a událostmi.

Velký trek (afrikánsky Die Groot Trek, nizozemsky De Grote Trek), který začal v roce 1836 v jižní Africe, byla hromadná migrace nizozemsky mluvících obyvatel (Búrů) britské Kapské kolonie, vyvolaná britskou diskriminační politikou v Kapsku. Búrové opustili Kapsko a cestovali vozy do vnitrozemí na východ a severovýchod kontinentu, aby žili mimo dosah britské koloniální správy. Jak Kapská kolonie, tak oblast nově osídlená migranty se později staly součástí dnešní Jižní Afriky.
Migranti - voortrekkeři - se rekrutovali původem z řad západoevropských zemí, převážně z Nizozemska, severozápadního Německa a francouzských Hugenotů. Velký trek vedl k založení búrských republik, Oranžského svobodného státu, Transvaalu a Natalie, později Brity anektované ke svému panství jako kolonii Natal.